# 3964 Danilevskij
3964 Danilevskij è un asteroide della fascia principale. Scoperto nel 1974, presenta un'orbita caratterizzata da un semiasse maggiore pari a 2,7579566 UA e da un'eccentricità di 0,1663990, inclinata di 8,66677° rispetto all'eclittica.